# 约翰·加里森
约翰·加里森（英語：John Garrison，1909年2月13日—1988年5月13日），美国男子冰球运动员。他曾代表美国国家队参加1932年和1936年冬季奥林匹克运动会冰球比赛，获得一枚银牌和一枚铜牌。